# Oziroe arida
Oziroe arida là một loài thực vật có hoa trong họ Măng tây. Loài này được (Poepp.) Speta mô tả khoa học đầu tiên năm 1998.